# Samuel Boden
Pour les articles homonymes, voir Boden (homonymie).
Samuel Standidge Boden (4 avril 1826 - 13 janvier 1882) est un joueur d'échecs professionnel anglais. Paul Morphy émet l'avis que Boden était le plus fort joueur anglais, même si Barnes avait de meilleurs résultats contre lui que Boden.

## Style
Le schéma du mat de Boden est baptisé à la suite de son apparition dans l'une de ses parties, contre Schuler, à Londres, en 1853.
Une variante de la défense Philidor porte également son nom, à la suite de l'une de ses parties contre Paul Morphy.

## Référence
The Oxford Companion To Chess, Hooper, David and Kenneth Whyld (1996). Oxford University.  (ISBN 0-19-280049-3). (en anglais)